# Туйгун
Туйгун — бывшая деревня в Шаранском районе Башкортостана.
Входила в состав Дмитриево-Полянского сельсовета.
Была расположена на расстоянии около 4 км к северо-востоку от Дмитриевой Поляны, в 7 км к северу от райцентра Шаран.
В 1920 году по официальным данным в хуторе Туйгун — 2 двора и 19 жителей (9 мужчин, 10 женщин), по данным подворного подсчета — 19 жителей в 3 хозяйствах, крещенные татары. Хутор относился к Шаранской волости Белебеевского уезда Уфимской губернии.
В 1926 году обозначена как товарищество «Надежда» с 5 хозяйствами, относилась к Шаранской волости Белебеевского кантона Башкирской АССР.
В 1982 году население — около 30 человек.
В 1989 году — 7 человек (4 мужчины, 3 женщины).
В 2002 году — 4 человека (2 мужчины, 2 женщины), башкиры (100 %).
В 2005 году населённый пункт был упразднён.